# Більше 40° градусів в тіні
«Більше 40° градусів в тіні» («Kölgədə 40° Dərəcə İsti») — радянський художній фільм 1988 року, знятий режисером Лейлою Сафаровою на кіностудії «Азербайджанфільм».

## Сюжет
Дія фільму відбувається в одному з апшеронських селищ. Спека там стоїть незвичайна — понад 40 градусів у тіні. Але не вона винна у неквапливому житті та лінощі деяких мешканців селища. Дія розгортається протягом одного дня, і за цей короткий відрізок часу показані герої — добрі та погані — зі своїм укладом життя та своїми національними традиціями.

## У ролях
- Тельман Адигьозалов — Алібаба
- Сулейман Ахмедов — Мірпаша
- Сулейман Алескеров — Міралі
- Нурія Ахмедова — Сугра
- Давуд Іманов — Зія
- Бахтіяр Керімов — Рахман
- Олена Строєва — дружина академика
- Маяк Керімов — Гусейн
- Фікрет Мамедов — Рафік
- Б. Бахшиєв — епізод
- Г. Сулейманов — епізод
- В. Вазірова — епізод
- Х. Джафаров — епізод
- С. Аврамов — епізод
- Лія Сеїдова — епізод
- М. Агаєв — епізод
- Ельхан Байрамов — епізод
- Г. Мірзоєв — епізод
- Е. Гусейнов — епізод

## Знімальна група
- Режисер — Лейла Сафарова
- Сценарист — Ельдініз Кулієв
- Оператор — Кенан Мамедов
- Композитор — Акшин Алі-заде
- Художник — Фірангіз Курбанова